# كليمنس فون زيمارمان
كليمنس فون زيمارمان (بالألمانية: Clemens von Zimmermann) هو رسام ألماني، ولد في 8 نوفمبر 1788 في دوسلدورف في ألمانيا، وتوفي في 25 يناير 1869 في ميونخ في ألمانيا.